# Морли, Пол
Пол Морли  (англ. Paul Morley; род. 26 марта 1957, Стокпорт, Чешир (ныне — в графстве Большой Манчестер), Англия) — британский музыкальный журналист, наибольшую известность получивший в годы сотрудничества с NME (1977—1983); автор книг и критических эссе, рок-менеджер, промоутер, телеведущий и музыкант.
Именно Морли был инициатором создания и «мозгом» поначалу успешного лейбла ZTT Records; его идеи обеспечили сенсационный взлёт поп-группы Frankie Goes to Hollywood. Некоторое время он работал менеджером манчестерской панк-группы The Drones. Большу́ю известность принес Полу Морли экспериментальный электронный поп-проект Art of Noise, одним из организаторов которого он являлся.
Морли неоднократно вёл программы на британском телевидении (The Late Show, BBC 2; Without Walls, Channel 4; Newsnight Review, BBC 2 и др.) Для телефильма «How To Be A Composer» (BBC 2) Морли год провел в Королевской музыкальной академии, пытаясь учиться музыке, не имея ни навыков музыканта, ни соответствующего образования.
Пол Морли — автор книги «Words and Music: the History of Pop in the Sshape of a City», в которой роль главной героини была отведена Кайли Миноуг. Позже по мотивам книги диджеем Фудом (DJ Food) был создан музыкальный трек длительностью в час. В числе других его книг — «Ask: The Chatter of Pop» (сборник музыкальных статей) и автобиографическая книга Nothing.
В 2005 году Пол Морли вместе с Джеймсом Бэнбери (англ. James Banbury), участником The Auteurs, основал группу Infantjoy, выпустившую альбом Where The Night Goes (Sony BMG. Второй альбом, With, вышел в октябре 2006 года на лейбле ServiceAV.